# Habibi, les révolutions de l'amour
Habibi, les révolutions de l'amour est une exposition qui s'est déroulée à l'Institut du monde arabe du 27 septembre 2022 au 19 mars 2023. Elle présente un ensemble de peintures, installations, des performances vidéos, de la photographie ou encore de la broderie sur la question du genre dans le monde arabe et ses diasporas.
Une sélection d’œuvres de l'exposition est ensuite présentée à Stockholm (Suède), au Musée des Antiquités de la Méditerranée et du Proche-Orient (en) du 23 février 2024 au 23 février 2025.

## Historique
Le projet de cette exposition est né à la suite de Divas arabes : d'Oum Kalthoum à Dalida présentée en 2001. La question du genre dans le monde arabe et dans ses diasporas émerge lors de rencontres avec les publics et avec les artistes contemporains.
Initialement prévue du 27 septembre 2022 au 19 février 2023, l'exposition est prolongée jusqu’au 19 mars 2023.

## Scénographie
« Habibi, les révolutions de l'amour » rassemble 23 artistes. L'exposition présente de la peinture, des installations, des performances vidéos, de la photographie ou encore de la broderie sur deux plateaux de 750 m².
Le premier plateau, intitulé Une histoire à raconter, est consacré à des œuvres sur l'intimité, la représentation des corps et de la virilité, le rapport au voyeurisme et à la langue arabe. Le second plateau, Performer le genre, a une approche plutôt historique, tout en abordant les questions du rapport à l'identité queer et arabe, au déracinement et à l'exil.
La scénographie a été réalisée avec l'aide du Studio GGSV. Les textes de salle et les cartels intègrent l’inclusivité typographique grâce à des glyphes inclusives non binaires réalisés selon QUNI, (Queer Unicode Initiative) développé par Bye Bye Binary.

### Artistes exposés

#### Soufiane Ababri
Soufiane Ababri, né en 1985 à Rabat, est un artiste marocain qui vit et travaille entre Paris et Tanger. Il présente une série de dessins intitulée Bedwork, qui fait la critique en creux d’un orientalisme qui oscille entre homophilie et homophobie.

#### Mohamad Abdouni
Photographe et réalisateur né en 1989 à Beyrouth, Mohamad Abdouni travaille à documenter les communautés queers du Liban, du Moyen-Orient et de l'Afrique du Nord. Fondateur du magazine Cold Cuts, il veut contribuer à remédier aux lacunes dans les archives.

#### Salih Basheer(en)
Salih Basheer est un photographe documentaire soudanais né en 1995 à Omdurman. Il présente dans The Home Seekers, la perte de repères et le sentiment d’aliénation des réfugiés.

#### Chaza Charafeddine(en)
Chaza Charafeddine est née en 1964 à Tyr au Liban. Dans sa série Divine comedy, elle assemble sous forme de photomontage l’art islamique traditionnel et des portraits de personnages homosexuels, transgenres, transsexuels et travestis contemporains.

#### Léa Djezirix SHIFT
Léa Djeziri, née dans la région Grand Est, est une illustratice. Elle présente sa collaboration avec SHIFT, la réalisation d'une bande dessinée sur l'activiste et comédienne Rania Amdouni, qui s'est engagée dans les mouvements sociaux, féministes et de libération LGBTQIA+ en Tunisie.

#### Fadi Elias
Fadi Elias est né en Syrie et basé à Duisbourg en Allemagne. Il présente dans cette exposition la série photographique documentaire 520 qui rassemble les portraits et témoignages de 16 migrants syriens queers.  

#### Raed Ibrahim
Raed Ibrahim est né à Al Khobar en Arabie saoudite en 1971 et vit en Jordanie. Il a pour objectif, avec son projet For Every Ailment There is a Remedy, de questionner le spectateur sur les normes dans les sociétés arabes et le système consumériste mondial. Parmi cette série, il propose par exemple une affiche publicitaire Gayom, Be Normal pour un suppositoire censé soigner l’homosexualité,.

#### Jeanne & Moreau (Randa Mirza et Lara Tabet)
Jeanne et Moreau est un duo de deux femmes artistes. Toutes deux utilisent l'art visuel et débutent leur collaboration en 2017 pour traiter d'un point de vue artistique leur relation amoureuse. Elles placent au centre de leur travail les thématiques du désir, de l'intimité puis en lien avec l'actualité au Liban, leurs convictions politiques.
Randa Mirza (Moreau) est née à Beyrouth en 1978. Artiste visuel, elle utilise la photographie et la vidéo comme médium principaux. Elle travaille sur la thématique du regard et des diversité des points de vue.
Lara Tabet (Jeanne) est une artiste libanaise née en 1983. À la fois médecin et artiste, elle intègre à sa pratique artistique ses observations sur l'héritage des traumatismes au Liban. Elle met au centre de son travail les relations entre individu ; comprenant les thématiques du genre, de la sexualité et de l'identité. Ses projets actuels tournent autour de l'eau et de l'ADN en tant qu'objets politiques et outil de mémoire.
Leur travail en tant que duo se centre sur l'utilisation d'images pour créer des motifs et des liens (images d'objets du quotidien) ou pour des installations in situ.

#### Kubra Khademi
Kubra Khademi est un artiste française d'origine afghane. Réfugiée en France, elle obtient la nationalité française en 2020 ; elle vit et travaille à Paris. In the Realm, présentée dans l'exposition, est tirée de la série From the two-page book que l'artiste réalise en 2020. Cette œuvre grand format est créée à base d'aplats de gouache rehaussés de feuilles d'or et représente deux personnages dans une scène érotique. Le dessin reste simple et la figuration flottante et sans perspectives, comme souvent dans les représentations persanes. La scène représente le poète persan du XVIIIe siècle Djalâl ad-Dîn en compagnie de son amant. Kubra Khademi à la volonté d'effacer la réalité en leur donnant des corps féminin qui ne leur appartiennent que dans cette réalité picturale.

#### Joseph Kaï
Joseph Kaï, illustrateur et auteur de bande dessinée né au Liban, présente des planches de son roman graphique L'Intranquille qui évoque notamment les violences systémiques envers les minorités queers au Liban.

#### Tarek Lakhrissi
Tarek Lakhrissi, né en 1992 à Châtellerault est un artiste et poète franco-marocain. Il projette son court-métrage Out of the Blue, une dystopie à la fois politique et poétique dont le personnage principal, Mejda, est queer.

#### Sido Lansari
Sido Lansari est né à Casablanca en 1988. En 2018, il est artiste résident à la Friche la Belle de Mai à Marseille où il développe son premier court-métrage Les Derniers paradis (Grand Prix 2019 du Festival Chéries-Chéris à Paris). À l'exposition Habibi il présente les broderies de la série Papa suce et Maman coud (2013) et son court métrage Les Derniers Paradis (2019).

#### Camille Farrah Lenain
Camille Farrah Lenain, née en 1990 à Paris, est une photographe franco-algérienne.

#### Khookha McQueer

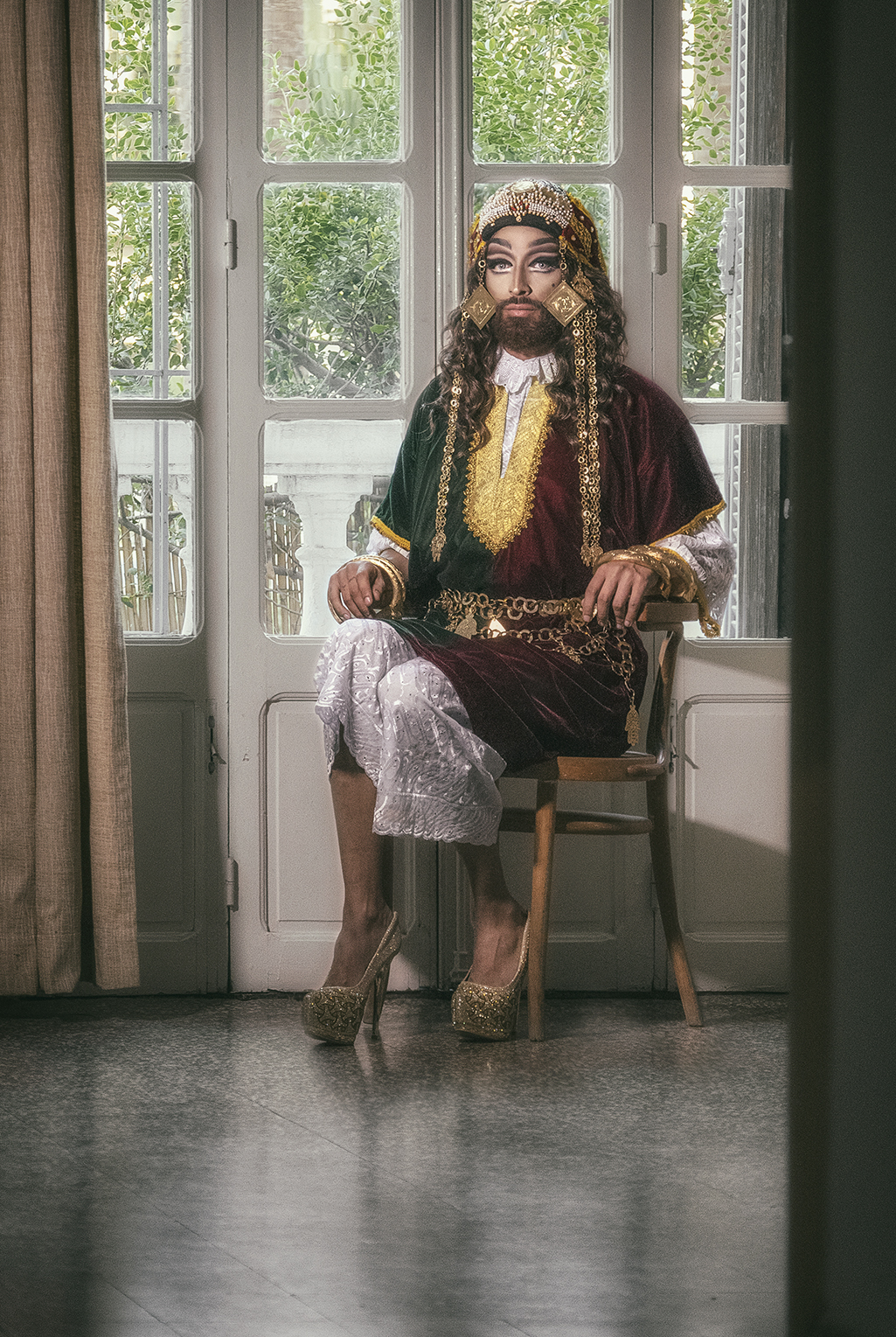
Autoportrait de Khookha McQueer

Khookha McQueer, née en 1987 en Tunisie, est une artiste et performeuse tunisienne. La scénographie présente ses photographies sous forme de captures d'écran de son compte Instagram.

#### Omar Mismar
Omar Mismar, né en 1986 à Taanayel (Liban), est un artiste qui vit et travaille à Beyrouth. Dans La série The Path of Love, il dessine avec des tubes de néon son trajet à travers San Francisco à la poursuite de ses matchs sur Grindr ; dans A Hands Routine, il restitue les moments où lors de trajets en voiture il tient la main de son partenaire à Beyrouth.

#### RIDIKKULUZ
RIDIKKULUZ, est une personne palestino-jordanienne née en 1994, artiste multidisciplinaire autodidacte non-binaire qui vit à New-York. Son œuvre The Girl ou Sultana (Fares) appliquant sa crème Nivea avant d’aller se coucher  est un portrait de Sultana, drag queen à New York mais d'origine palestinienne. Un keffieh rouge et blanc derrière un coussin « symbolise le sacrifice que beaucoup de queers arabes doivent faire en choisissant entre leur culture ou leur identité sexuelle/de genre, mais pas les deux ».

#### Alireza Shojaian(en)

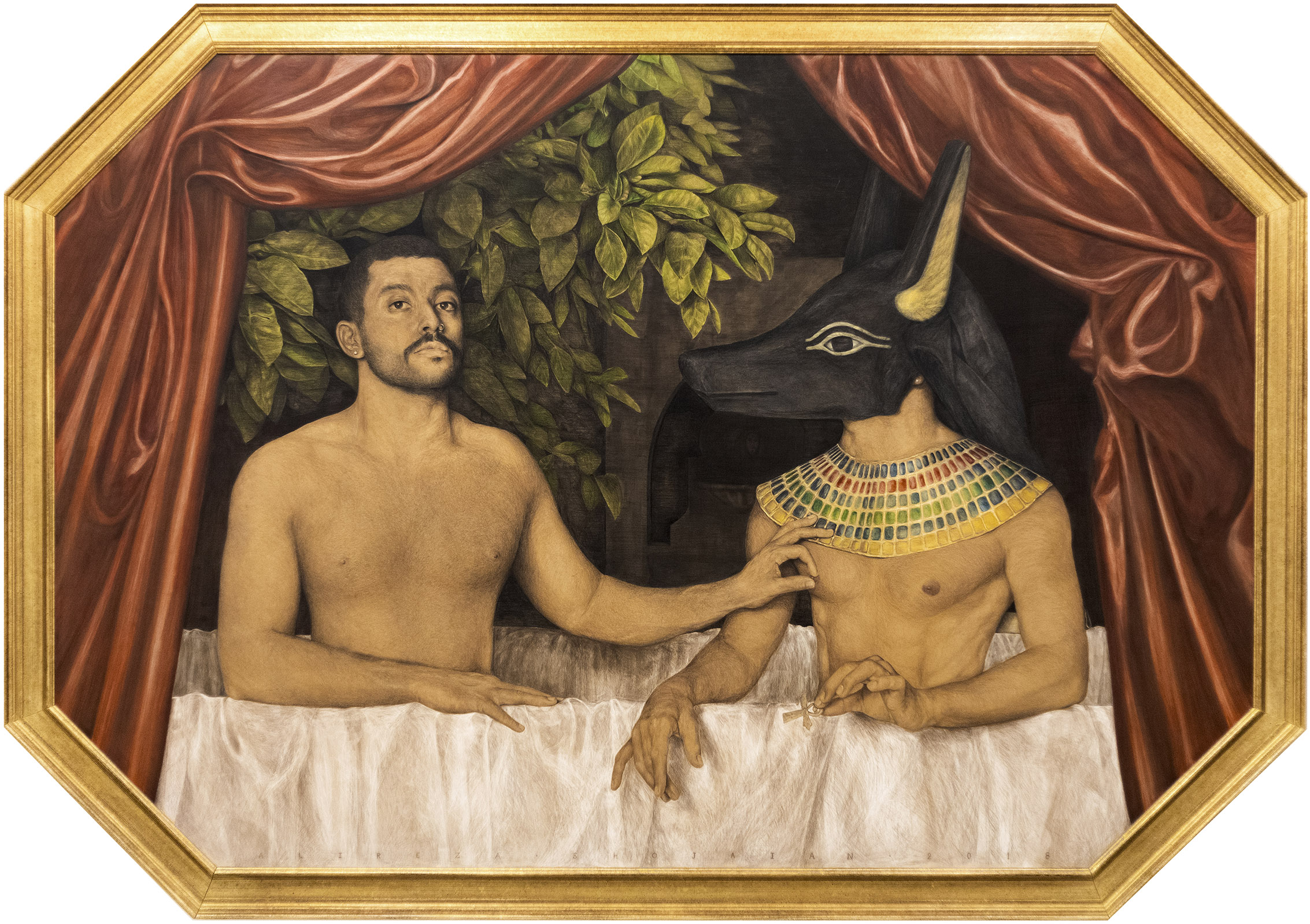
Hamed Sinno et un de ses frères, œuvre de Alireza Shojaian

L'artiste né à Téhéran en 1988 est exilé depuis 2017: il a fui au Liban, puis a obtenu l'asile politique en France. Il dessine des corps d'hommes, réalistes et fragiles, sur des canapés, tels des odalisques.

#### Aïcha Snoussi
Aïcha Snoussi, née en 1989 à Tunis, est une artiste tunisienne qui vit à Paris. Avec Sépulture aux noyé.e.s, elle présente une structure composée de 800 bouteilles qui serait la trace archéologique (au large de l’île de Zembra, dans la baie de Tunis) d'une pratique rituelle de la civilisation queer des Tchechs.

#### Khaled Takreti
Né au Liban en 1964 et d'origine syrienne, Khaled Takreti vit entre Bruxelles, Beyrouth et Paris. Son triptyque Joujoux, Hiboux, Cailloux montre une galerie de silhouettes pittoresques et colorées qui paraissent engluées dans leur solitude, neufs portraits de son compagnon.

## Événements en lien
Des événements ont été organisés autour de l'exposition :  six rencontres conçues par le professeur de littérature arabe et traducteur Frédéric Lagrange ; l'enregistrement de podcasts de la série « Live JINS » avec Lalla Rami, le collectif Moroccan Outlaws 90 (nommés d'après l'article 490 du code pénal marocain (en), ou encore Ouissem Belgacem ; des projections de films (par exemple Shams de Pauline Beugnies et Au-delà de l'ombre de Nada Mezni Hafaiedh) ; un gala queer spécial Habibi en ouverture de la 4e édition du festival de l’humour de l’IMA réunissant Jérémy Lorca, Marine Baousson, Naëlle Dariya, Léa Lando, Lolla Wesh et Yohann Lavéant ; un karaoké géant ; diverses actions dans des centres sociaux et lycées agricoles.

## Itinérance
Une sélection de 22 œuvres de l'exposition est ensuite été présentée à Stockholm en Suède au Musée des Antiquités de la Méditerranée et du Proche-Orient (en) du 23 février 2024 au 23 février 2025.

## Fréquentation
L'exposition a reçu à l'IMA 84 501 visiteurs.

## Réception critique
Zoé Térouinard dans Time Out Paris salue l'audace de l'exposition et la puissance des œuvres exposées, tout en regrettant que la multiplicité des provenances des artistes ne soit pas mise en perspective et juge plus globalement que l'exposition manque de problématisation, laissant les œuvres exister seules.
Élise Lépine dans Le Point cite Élodie Bouffard ( « Les œuvres de l'exposition sont tellement fortes qu'il fallait qu'elles se rencontrent sans se confronter ») pour saluer le report de l'appareil critique en catalogue d'exposition : des textes universitaires qu'elle qualifie « limpides et percutants ». Elle considère qu' ainsi « affranchie de toute analyse, l'exposition se fait transe ».

#### Catalogue d'exposition
- Élodie Bouffard (dir.), Institut du monde arabe, Habibi, les révolutions de l'amour, Éditions Snoeck, 2022, 118 p. (ISBN 978-94-6161-825-2).

#### Articles de presse
- Guy Boyer, « Exposition « Habibi » à l'Institut du monde arabe à Paris : un hymne à l'amour et à la liberté », Connaissance des Arts,‎ 14 février 2023 (lire en ligne).
- Nazanin Lankarani, « Art Challenges Social Norms in the Arab World : The Institut du Monde Arabe features works of art reflecting L.G.B.T.Q. perspectives », The New York Times,‎ 19 octobre 2022 (lire en ligne).
- Élise Lépine, « C'est la vie, mon Chéri ! », Le Point,‎ 13 octobre 2022, p. 42-43.
- Ingrid Luquet-Gad, « À nos amours queer », Les Inrockuptibles,‎ octobre 2022, p. 24-26
- Thémis Boudraham-Belkhadra, « Les révolutions queer du monde arabe », Têtu,‎ octobre 2022, p. 168-171 (lire en ligne)
- Clémentine Mercier, « Habibi : l'Institut du monde arabe travaille le queer », Libération,‎ 30 septembre 2022, p. 13-15
- Jane Roussel, « Être queer dans le monde arabe », Jeune Afrique,‎ 1er octobre 2022 (lire en ligne)

#### Radio
- « L'amour en révolutions à l'Institut du monde arabe », interview de Nada Majdoub et Sido Lansari dans l'émission Le Lobby  [audio], sur radiocampusparis.org, 8 novembre 2022 (consulté le 25 mai 2025)

#### Vidéo
- « « Habibi, les révolutions de l’amour » : la nouvelle exposition de l’institut du monde », présentation de l'exposition à « Cultures média », l'émission de Philippe Vandel sur Europe 1  [vidéo], sur dailymotion.com, 26 janvier 2023 (consulté le 25 mai 2025)